# کپور کریشنا
کپور کریشنا (نام علمی: Hypselobarbus dobsoni) نام یک گونه از تیره کپورماهیان است.